# Archaeophya
Archaeophya là một chi nhỏ chứa các loài chuồn chuồn ngô thuộc họ Corduliidae. Chúng là những loài chuồn chuồn lớn thân có ánh kim, màu tối đốm vàng và cánh trong suốt. Chúng chỉ có ở miền đông Úc.

## Các loài
Chi chỉ có hai loài:
- Archaeophya adamsi Fraser, 1959 - Horned Urfly
- Archaeophya magnifica Theischinger & Watson, 1978 - Magnificent Urfly